# Samara Fry
Samara Lena Tosca Fee Fry (* 2002) ist eine deutsche Schauspielerin.

## Leben
Samara Fry, Tochter der Sängerin Christina Fry, ist in der nähe von Bremen und London aufgewachsen und wurde bilingual erzogen.
Sie begann die Schauspielerei in England, wo sie bereits mit jungen Jahren auf der Bühne stand. In Deutschland spielte sie am Theater Bremen. Ihr Kameradebüt gab sie im Serienpiloten Cybercity Lovestory, einem Projekt der Filmakademie Baden-Württemberg unter der Regie von Carly Coco Schrader. Anschließend trat sie in Du Kannst Jetzt Alles Loslassen, einem Kurzfilm von Natalie Katarina Fischer, in der Hauptrolle, auf. In 2024 drehte sie für den Polizeiruf 110 Rostock, wo sie die Rolle der Lara Trensbach in einer Folge der Trilogie „Tu es!“ von Max Gleschinski verkörperte. 
Zuletzt drehte sie in einer Episodenhauptrolle für das Traumschiff - Bora Bora unter der Regie von Esther Wenger.
Neben ihrer Tätigkeit vor der Kamera ist Samara Fry auch als Sprecherin aktiv und bekannt für ihre Stimme in diversen Werbungen.

## Filmografie (Auswahl)
- 2021: Cybercity Lovestory (Serienpilot)
- 2023: POOLPARTY (Kurzspielfilm)
- 2023: Du Kannst Jetzt Alles Loslassen (Kurzspielfilm)
- 2024: Polizeiruf 110 – Tu es! (TV-Film)
- 2025: Das Traumschiff – Bora Bora (TV-Film)

## Theater (Auswahl)
- 2012: Lost in Wonderland, Regie: Caroline Airs, Millfield Theatre London
- 2018: Christmas Dreams, Regie: Christina Fry, Hansa Theater Dortmund
- 2019: Bilder Deiner Großen Liebe, Regie: Christiane Renziehausen, Theater Bremen
- 2020: Young Dogs Do Cry Sometimes, Regie: Samir Akika, Theater Bremen